# Ла Ом
Връх Ла Ом (на румънски: Vârful La Om) е връх в Румъния, най-високата точка на планината Пятра Краюлуй, с височина 2238 м. Известен е и под името Бачулуй. Част от обичайния туристически маршрут през Пятра Краюлуй.